# Матерњи језик (албум)
Матерњи језик (оригинално Мајчин јазик) je пети соло албум македонског гитаристе Влатка Стефановског. Садржи десет песама од којих су углавном обраде македонске традиционалне музике, као и обраде песама Бистра вода са албума Калабалак и Успаванка за Радмилу М. са истоименог албума Бијелог дугмета. Албум је изашао октобра 2017. године у издању дискографске куће Кроација рекордс.

## О албуму
На омоту албума налази се фотографија његове мајке Наде у улози Маше у Толстојевој драми „Живи леш” с краја 40-их година прошлог века. У бонус песми гостује Раде Шербеџија.
2024. је албум наново издат на грамофонској плочи са материјалом обрађеним у Лондону.

## Листа песама
| №  | Назив                    | Трајање |  |
| 1. | Бистра вода              | 7:26    |  |
| 2. | Македонско девојче       | 6:18    |  |
| 3. | Успаванка за Радмилу М.  | 5:02    |  |
| 4. | Зошто си ме мајко родила | 7:20    |  |
| 5. | Јано мори                | 5:16    |  |
| 6. | Огреала месечина         | 4:54    |  |
| 7. | Пелистерско оро          | 3:51    |  |
| 8. | Касапско оро             | 5:22    |  |

Песма број 4 је посвећена у знак сећања на Есму Реџепову.

## Пријем
Портал muzika.hr је писао позитивне критике међу којима су да виртуозност сусреће емоцију.

## Топ листе

### Недељна листа
| Назив листе | Највиша позиција |
| ----------- | ---------------- |
| ХР топ 40   | 2                |

| Назив листе | Највиша позиција |
| ----------- | ---------------- |
| ХР топ 40   | 9                |

| Назив листе | Највиша позиција |
| ----------- | ---------------- |
| ХР топ 40   | 12               |

### Полугодишња листа
| Назив листе | Највиша позиција |
| ----------- | ---------------- |
| ХДУ         | 10               |